# Harpsund
 (août 2017).
Si vous disposez d'ouvrages ou d'articles de référence ou si vous connaissez des sites web de qualité traitant du thème abordé ici, merci de compléter l'article en donnant les références utiles à sa vérifiabilité et en les liant à la section « Notes et références ».
Harpsund est la résidence de loisir officielle du Premier ministre suédois. Il s'agit d'un manoir situé à douze kilomètres de la petite ville de Flen dans le comté de Södermanland.

## Origines
Les plus anciennes références à Harpsund  remontent à l'année 1380, lorsque le sénéchal du royaume Bo Jonsson Grip fait l'acquisition du terrain auprès d'un certain Joon Skräddare. En 1568, le domaine revient à la veuve Agneta Arendtsdotter Örnflycht, fille d'Arendt Pehrsson Örnflycht, l'un des protagonistes de la chronique de Peder Svart.
Des bâtiments sont construits au XVIIe siècle, c'est en particulier de cette époque que remontent les ailes. Axel Stålarm, président de la cour d'appel de Göta et préfet, hérite du domaine en 1647, et en change le nom en Axelsberg. Il fait également déplacer le corps de logis vers la partie nord de la baie, plus protégée. En 1784, le domaine devient propriété de la famille Sparre, qui le conserve jusqu'en 1899, lorsqu'un cousin de Hjalmar Wicander en fait l'acquisition auprès de la veuve d'Ernst Fredrik Sparre.
Le domaine reprend le nom de Harpsund lorsque Hjalmar Wicander le rachète à la veuve de son cousin. Des travaux de rénovation sont nécessaires, et le corps de logis est en si mauvais état qu'il doit être démoli. Le nouveau bâtiment, dont la construction s'achève en 1914, est un édifice sur trois niveaux de style carolin, œuvre d'Otar Hökerberg. À la mort de Hjalmar Wicander en 1939, le domaine revient à son fils, l'industriel Carl August Wicander.

## Don à l'État suédois
Lorsque Carl August Wicander décède à son tour le 27 décembre 1952, il lègue le manoir et son domaine à l'État suédois dans le but d'en faire la résidence de loisir du Premier ministre. Le parlement approuve la donation le 22 mai 1953, après bien des hésitations de la part du Premier ministre d'alors, Tage Erlander. Erlander s'interroge sur les coûts opérationnels du domaine, mais s'inquiète surtout de se voir associé à une gentilhommière et à ses domestiques, ce qui ne correspond guère à l'image d'un Premier ministre social-démocrate.
Le domaine couvre 1 650 hectares. Quelques amendements sont apportés aux termes de la donation, de sorte qu'en dehors du bâtiment principal, le Premier ministre peut mettre le domaine à la disposition du gouvernement, du parlement, d'organes administratifs étatiques et de diverses associations, à l'occasion de conférences ou de rencontres. Erlander reconduit les contrats de travail des employés, qui deviennent bientôt des célébrités, comme l'administratrice Maja Söderström, l'intendant Karl Gustaf Wirtén, le chauffeur Gunnar Lingmar ou encore le jardinier Gunnar Nordstrand.

## Lieu de rencontre
Harpsund devient rapidement un lieu privilégié pour les discussions informelles entre gouvernement et acteurs de la vie économique et sociale – ce que les médias baptisent démocratie de Harpsund (suédois : Harpsundsdemokrati)
. Plusieurs des grands leaders mondiaux y séjournent. La visite du premier secrétaire du parti communiste soviétique Nikita Khrouchtchev en 1964 reste notamment dans les mémoires. La tradition veut que les invités fassent une promenade en barque avec le Premier ministre.
Un comité se charge de la gestion des terres cultivables et des bois, dont le produit revient à l'administration des biens immobiliers de l'état, qui assure quant à elle la gestion des bâtiments, du jardin et du parc. Conformément au souhait de Carl August Wicander, le domaine a aujourd'hui la même apparence que lorsqu'il servait de résidence à la famille Wicander.